# Armand Ziwès
Armand Ziwès, né sur la Butte Montmartre le 9 février 1887 et mort à Paris le 28 septembre 1962, est un préfet de police, un résistant, un écrivain et un auteur français de roman policier.

## Biographie

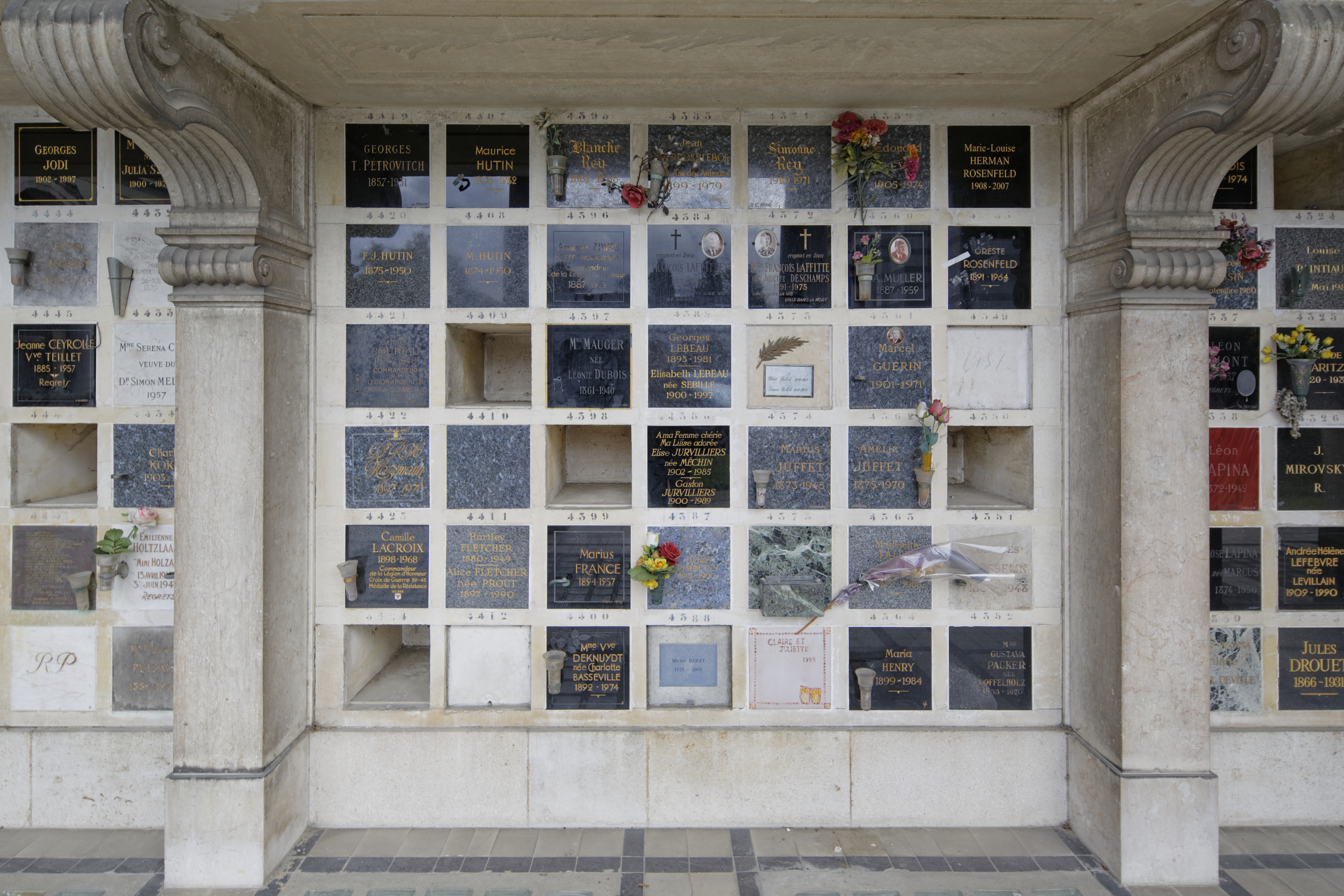
Case no 4396 au columbarium du Père-Lachaise.

Fils d'un père cheminot, il fait ses études aux lycées Colbert et Chaptal de Paris. Après l'obtention d'un brevet supérieur, il se destine à l'enseignement de l'allemand et de la musique. Pendant la Première Guerre mondiale, il s'engage dans l'armée, est fait prisonnier et s'évade du camp de détention de Ratisbonne.  Démobilisé, il occupe divers postes de secrétaire et de chef de cabinet dans sept ou huit ministères. Devenu percepteur en 1925, puis nommé en 1931 sous-préfet de Bernay et en 1937 de Libourne, enfin secrétaire général par intérim de la préfecture de le Gironde le 15 mai 1940. Il est révoqué par le Régime de Vichy en janvier 1942, mais est déjà entré dans la Résistance depuis 1940. Après le conflit, il est préfet du Gers, puis préfet de Seine-et-Oise (à Versailles). Il prend sa retraite en 1950 et, la même année, est élu maire-adjoint du 18e arrondissement de Paris. En 1954, il est directeur de cabinet du président de l'Assemblée nationale. Il sera également PDG de la Société financière de radiodiffusion et président de Télé-Radio.
En marge de ses activités professionnelles, il publie dès 1927 un premier roman, L'Homme qui mourut d'amour, aux Éditions Grasset, en collaboration avec Frédéric Certonciny. Ce dernier adopte le pseudonyme d'Erik J. Certön et le duo donne ensuite des romans policiers dans la collection Le Masque, notamment La Meute de minuit, lauréat du prix du roman d'aventures 1947.
Armand Ziwès a également publié d'autres textes avec divers collaborateurs et a écrit seul un roman, Cœurs menacés, en 1959, quelques partitions musicales et deux récits de littérature d'enfance et de jeunesse.
Il est inhumé au columbarium du Père-Lachaise (case no 4396, 87e division).

## Œuvres

### Romans

#### signé Armand Ziwès
- Cœurs menacés, Paris, Les Productions de Paris, 1959

#### en collaboration avec Frédéric Certonciny
- L'Homme qui mourut d'amour, illustrations de François-Martin Salvat, éd. Bernard Grasset, 1927 ; réédition, Paris, Ferenczi, 1947

#### en collaboration avec Marcel Mompezat
- La Ville asphyxiée, Paris, Éditions des Portiques, 1930

#### Romans policiers en collaboration avec Erik J. Certön
- La Meute de minuit, Paris, Librairie des Champs-Élysées, Le Masque no 343, 1947
- Les Esclaves du silence, Paris, Librairie des Champs-Élysées, Le Masque no 565, 1957
- Trois poignards, Paris, Librairie des Champs-Élysées, Le Masque no 635, 1958
- Les Sortilèges de Seven Stones, Paris, Librairie des Champs-Élysées, Le Masque no 712, 1961

### Publications de littérature d'enfance et de jeunesse
- Jeannot le bon petit, Paris, S.E.P.E., 1947
- La Merveilleuse Histoire de Papouf, le petit éléphant, Paris, Gedalge, 1957

### Autres publications
- La Chanson de nos petits, Paris, Philippo, 1913 (Musique)
- La R.P scolaire, Paris, Éditions de la Démocratie universitaire, [s.d.] (pamphlet contre la répartition scolaire de 1924, écrit en collaboration avec Maurice Grout)
- À Montmartre le soir : cabarets et chansonniers d'hier, Paris, Grasset, 1951 (en collaboration avec Anne de Bercy)
- Le Jargon de Me François Villon, Paris, Waltz et Puget, 1960 (en collaboration avec Anne de Bercy)
- Le Noël de Jacques, valse lente pour piano, Paris, M. Combre, 1960 (Musique)

## Distinctions
Prix
- Prix du roman d'aventures 1947 pour La Meute de minuit
- Prix Saintour de l’Académie française 1955 pour Le jargon de M. François Villon

Décorations
- Commandeur de la Légion d'honneur (22 mars 1950) ; officier (4 juin 1946) ; chevalier (23 juin 1925)
- Officier de l'Instruction publique
- Officier de l'ordre du Mérite agricole
- Commandeur du Mérite social
- Médaille de la Résistance
- Médaille d'argent de la Santé publique
- Médaille d'argent de l'Éducation physique

## Sources
- Jacques Baudou et Jean-Jacques Schleret, Le Vrai Visage du Masque, vol. 1, Paris, Futuropolis, 1984, 476 p. (OCLC 311506692), p. 474-475
- Dossier de Légion d'honneur, base Léonore, cote n° 19800035/367/49254